# كأس ليختنشتاين 2007–08
كأس ليختنشتاين 2007–08 (بالألمانية: Liechtensteiner Cup 2007/08)‏ هو الموسم 63 من كأس ليختنشتاين. أقيم بتاريخ 11 أغسطس 2007، وأشرف على تنظيمه اتحاد ليختنشتاين لكرة القدم، وكان عدد الأندية المشاركة فيه 16، وفاز فيه نادي فادوتس.